# Pascal Gaüzère
Pascal Gaüzère (ur. 23 kwietnia 1977) – francuski międzynarodowy sędzia rugby union. Sędziował w Top 14, Pro12, europejskich pucharach, a także w rozgrywkach reprezentacyjnych.
Grał w trzeciej linii młyna w lokalnym klubie z Montfort-en-Chalosse w rozgrywkach Fédérale 3, za sędziowanie zabrał się w wieku 21 lat podczas okresu zawieszenia, zdając sobie sprawę z tego, że jego umiejętności sportowe nie zaprowadzą go do wyższych klas rozgrywkowych.
Po raz pierwszy sędziował w 2001 roku, cztery lata później poprowadził pierwsze profesjonalne zawody. Prócz francuskich rozgrywek ligowych – Top 14 i Pro D2 – od 2010 roku sędziuje także spotkania w Pro12. Na arenie międzynarodowej prowadził natomiast mecze Pucharu Heinekena i European Challenge Cup, a po reorganizacji tych rozgrywek także ich następców ERCC1 i ERCC2.
W latach 2005–2008 zdobywał doświadczenie sędziując międzypaństwowe mecze zespołów juniorskich, mecze reprezentacji angielskich hrabstw z Rosją i zespołem gwiazd ligi irlandzkiej oraz kolejny mecz Irlandczyków ze szkocką drużyną amatorów.
W listopadzie 2009 roku poprowadził pojedynek zorganizowany z okazji obchodów 75-lecia FIRA-AER, w lutym 2010 roku spotkanie drugich reprezentacji Irlandii i Szkocji, a miesiąc później zaliczył debiut w roli głównego arbitra w testmeczu Pucharu Narodów Europy pomiędzy Rosją i Niemcami.
Prowadził następnie mecze w ramach IRB Nations Cup, Pacific Nations Cup, a także spotkanie Barbarians ze Springboks.
Znajdował się w gronie arbitrów na MŚ U-19 2006, a następnie dwukrotnie na mistrzostwa świata U-20 – w 2009 i 2010, w tym ostatnim sędziował także finał.
Z początkiem sierpnia 2011 roku podpisawszy kontrakt z Fédération Française de Rugby został czwartym aktywnym francuskim zawodowym arbitrem, pozostałymi trzema byli wówczas Christophe Berdos, Romain Poite i Jérôme Garcès.
Od 2010 roku znajdował się w panelu arbitrów Pucharu Sześciu Narodów jako sędzia liniowy, od 2014 roku natomiast jako sędzia główny. Podobna sytuacja wystąpiła w przypadku The Rugby Championship, również w roku 2014 poprowadził pierwszy mecz w tych rozgrywkach, a pojawiał się w nim także przez wcześniejsze dwa lata. Został także wyznaczony do sędziowania Pucharu Świata 2015.
Przebieg kariery w raportach Fédération Française de Rugby.